# Ill Met by Moonlight
Ill Met by Moonlight is een Britse oorlogsfilm uit 1957 onder regie van Michael Powell en Emeric Pressburger. Destijds werd de film in Nederland uitgebracht onder de titel Ontvoering op Kreta. De film is gebaseerd op het gelijknamige boek van William Stanley Moss over de ontvoering van de Duitse generaal Heinrich Kreipe.

## Verhaal
Twee Britse officieren moeten tijdens de Tweede Wereldoorlog een geheime opdracht volbrengen. Op het Griekse eiland Kreta moeten een Duitse bevelhebber ontvoeren naar Caïro. Ze worden geholpen door het Griekse verzet.

## Rolverdeling
| Acteur          | Personage                   |
| --------------- | --------------------------- |
| Dirk Bogarde    | Majoor Patrick Leigh Fermor |
| Marius Goring   | Generaal-majoor Kreipe      |
| David Oxley     | Kapitein W. Stanley Moss    |
| Dimitri Andreas | Niko                        |
| Cyril Cusack    | Sandy                       |
| Laurence Payne  | Manoli                      |
| Wolfe Morris    | George                      |
| Michael Gough   | Andoni Zoidakis             |
| John Cairney    | Elias                       |
| Brian Worth     | Stratis Saviolkis           |
| Roland Bartrop  | Micky Akoumianakis          |
| George Eugeniou | Charis Zographikis          |
| Paul Stassino   | Yani Katsias                |
| Adeeb Assaly    | Zahari                      |
| Theo Moreas     | Dorpspriester               |